# Женвиль
Женви́ль (фр. Genneville) — коммуна во Франции, находится в регионе Нижняя Нормандия. Департамент коммуны — Кальвадос. Входит в состав кантона Онфлёр. Округ коммуны — Лизьё.
Код INSEE коммуны — 14299.

## Население
Население коммуны на 2010 год составляло 759 человек.
| 1962 | 1968 | 1975 | 1982 | 1990 | 1999 | 2010 |
| ---- | ---- | ---- | ---- | ---- | ---- | ---- |
| 389  | 334  | 329  | 468  | 472  | 597  | 759  |

## Экономика
В 2010 году среди 497 человек трудоспособного возраста (15—64 лет) 371 были экономически активными, 126 — неактивными (показатель активности — 74,6 %, в 1999 году было 76,0 %). Из 371 активных жителей работали 347 человек (183 мужчины и 164 женщины), безработных было 24 (11 мужчин и 13 женщин). Среди 126 неактивных 44 человека были учениками или студентами, 49 — пенсионерами, 33 были неактивными по другим причинам.